# Ema Volavšek
Ema Volavšek (15 dicembre 2002) è una combinatista nordica slovena.

## Biografia

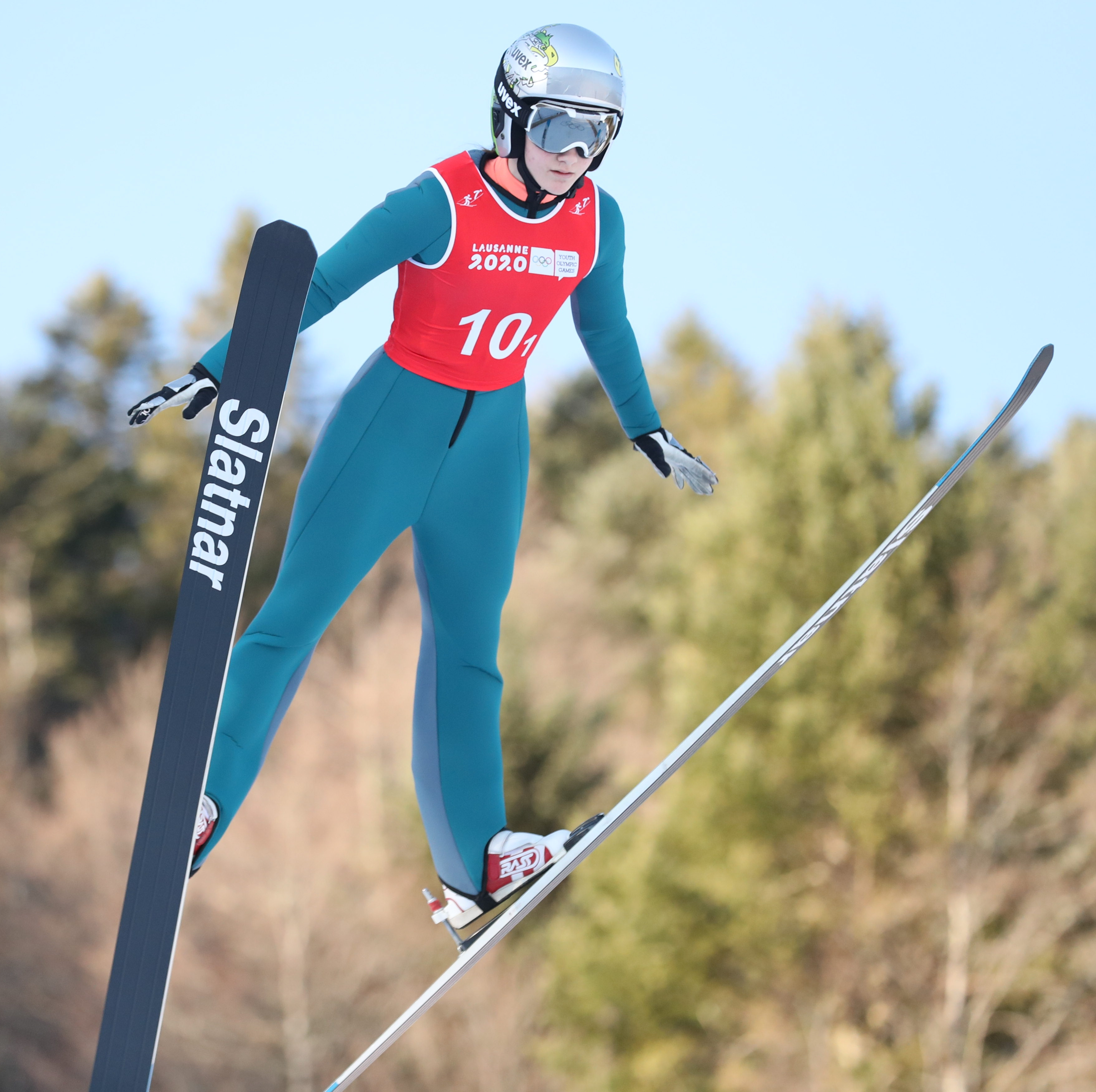
Ema Volavšek in gara ai III Giochi olimpici giovanili invernali di

Attiva dal gennaio del 2017, la Volavšek ha esordito in Coppa Continentale il 5 gennaio 2019 a Otepää (6ª) e in Coppa del Mondo nella gara inaugurale del circuito femminile, disputata il 18 dicembre 2020 a Ramsau am Dachstein (16ª); nella gara di debutto della combinata nordica femminile in una rassegna iridata, a Oberstdorf 2021, si è classificata 20ª e il 17 dicembre dello stesso anno ha conquistato a Ramsau am Dachstein il primo podio in Coppa del Mondo (2ª). Ai Mondiali di Planica 2023 si è piazzata 12ª nel trampolino normale e 8ª nella gara a squadre mista e a quelli di Trondheim 2025 è stata 10ª nel trampolino normale, 11ª nella partenza in linea e 7ª nella gara a squadre mista.

## Palmarès

### Coppa del Mondo
- Miglior piazzamento in classifica generale: 3ª nel 2022
- 2 podi (individuali):
  - 1 secondo posto
  - 1 terzo posto